# Mel Boozer
Melvin Boozer (* 21. Juni 1945 in Washington D.C.; † 6. März 1987 ebenda) war ein US-amerikanischer Soziologe, Hochschullehrer, LGBT- und AIDS-Aktivist.

## Leben
Boozer wuchs in Washington D.C. auf. Er besuchte die Dunbar High School und danach das Dartmouth College. 1963 begann er an der Yale University Soziologie zu studieren. Nach seiner Graduation war er zunächst in Brasilien im Peace Corps tätig und wurde danach als Dozent für Soziologie an der University of Maryland, College Park angestellt. 1979 wurde Boozer zum Präsidenten der LGBT-Organisation Gay Activists Alliance gewählt. Er blieb für zwei Jahre an der Spitze dieser Bürgerrechtsorganisation. 1980 wurde er durch die Socialist Party für das Amt des US-Vizepräsidenten vorgeschlagen; auf dem Wahlparteitag der Demokraten im August dieses Jahres in New York City erfolgte zudem eine Petition, ihn zu nominieren. Boozer war der erste offen schwule Politiker, der für dieses Amt vorgeschlagen wurde. Er erhielt im ersten Wahlgang 49 Stimmen; danach wurde der Amtsinhaber Walter Mondale per Akklamation erneut nominiert.
Auf diesem Parteitag hielt Boozer eine Rede für die Rechte homosexueller Menschen:

“Would you ask me how I dare to compare the civil rights struggle with the struggle for lesbian and gay rights? I can compare them and I do compare them, because I know what it means to be called a ‘nigger’ and I know what it means to be called a ‘faggot’, and I understand the differences in the marrow of my bones. And I can sum up that difference in one word: none.”

1981 wurde Boozer von der US-amerikanischen Bürgerrechtsorganisation National Gay Task Force als Direktor und LGBT-Lobbyist eingestellt. Im März 1987 verstarb Boozer an den Folgen von AIDS in Washington.